# Johann Bätz
Johann Heinrich Hartmann Bätz (Frankenroda, ca. 1709 – Utrecht, 13 december 1770) was een Nederlands orgelbouwer van Duitse komaf.

## Achtergrond
Hij was tot 1733 in de leer bij Johann Christoph Thielemann in Gotha. Daarna vertrok hij naar Nederland en werkte bij de orgelbouwer Christian Müller, die hij assisteerde bij de bouw van het hoofdorgel van de Grote of Sint-Bavokerk in Haarlem. In 1739 vestigde Bätz zich als zelfstandig orgelbouwer in Utrecht, waar hij zestien orgels vervaardigde, die door hun omvang en hun klank alom bewondering van tijdgenoten oogstten. Zijn laatste prestatie was de bouw van het orgel van de Sint-Lievenskerk in Zierikzee, een groot instrument met 56 registers en 3108 orgelpijpen. Hij kreeg er 19.500 guldens voor. Hij heeft er niet van kunnen profiteren, want hij werd ziek tijdens de bouw van dit orgel en stierf zeven dagen voordat het eind 1770 werd ingewijd. De Zierikzeese kerk met het Bätz-orgel werd in 1832 door brand verwoest.

## De orgelfirma na zijn dood
Het bedrijf werd door zijn nakomelingen voortgezet. Vijf leden van de familie hebben het bedrijf tot 1849 geleid. Zijn zoon Gideon Thomas Bätz (1751-1820) kreeg in 1772 de leiding. Diens broer Christoffel Bätz (1755-1800) vestigde zich in 1778 als zelfstandig orgelmaker, maar bleef ook met Gideon samenwerken. Op hun naam staan ongeveer 20 orgels, voor het merendeel eenklaviers instrumenten in rococostijl.
Christoffels zonen Jonathan Bätz (1787-1849) en Johan Martin Willem Bätz (1789-1836) werden opgevoed en opgevoed door hun oom Gideon. Na diens dood in 1820 namen zij de leiding over.
Na Jonathans dood in 1849 werd het bedrijf geheel overgenomen door Christian Gottlieb Friedrich Witte (1802-1873), die er sinds 1827 werkte en in 1833 medevennoot geworden was. Hij doopte de firma om in Bätz-Witte, maar de contracten bleef ondertekenen met Bätz & Cie. Zijn zoon Johan Frederik Witte (1840-1902), die sinds 1869 in het bedrijf werkzaam was, volgde hem op en leidde het bedrijf tot zijn dood. Het bedrijf werd daarna voortgezet door Johan de Koff (1863-1950) tot dan meesterknecht bij orgelbouwer Bätz-Witte, onder eigen naam, Firma J. de Koff fabrikant in kerkorgels, Springweg 155 te Utrecht.

## Gebouwde orgels
| Bouwjaren | Plaats     | Kerk                       | Afbeelding | Manualen/pedaal P = zelfstandig pedaal p = aangehangen pedaal | Registers | Opmerkingen |
| --------- | ---------- | -------------------------- | ---------- | ------------------------------------------------------------- | --------- | --- |
| 1755      | Benschop   | Grote of Sint-Nicolaaskerk |            | I/p                                                           | 14        | Afbeelding is gemaakt vóór de restauratie van 2011 |
| 1758      | Schalkwijk | Sint-Michaëlkerk           |            | I/p                                                           | 11        | Afkomstig uit de Sint-Jansbasiliek (Oosterhout), in 1888 door Michael Maarschalkerweerd verplaatst naar de Sint-Monicakerk (Utrecht) daarna verhuisd naar de Sint-Nicolaaskerk (Utrecht), en na de sloop daarvan in 1986 naar Schalkwijk |
| 1761      | Ameide     | Grote of Sint-Janskerk     |            |                                                               |           | Bevatte delen van het eerdere Cousijns-orgel uit 1666. In 1851 verwerkt in een nieuw orgel van C.G.F. Witte, dat in 1953 bij de kerkbrand verloren is gegaan. |
| 1761      | Gorinchem  | Grote Kerk                 |            |                                                               |           | Met pijpwerk van Stephanus Cousijns uit 1666. Orgel bestaat niet meer; pijpwerk verwerkt in nieuw orgel van Witte in 1853 |
| 1759-1762 | Den Haag   | Lutherse Kerk              |            | III/P                                                         | 39        | In 1824 en 1837 dispositie gewijzigd door Jonathan Bätz |
| 1764-1765 | Tilburg    | Pauluskerk                 |            | I/p                                                           | 11        | Oorspronkelijk geplaatst in de Heikese kerk in Tilburg, in 1824 door orgelbouwer H.B. van Hirtum verplaatst naar de nieuw gebouwde Pauluskerk, aangezien de eerstgenoemde moest worden overgedragen aan de katholieken. Daarbij zijn enkele ornamenten niet meer teruggeplaatst omdat deze in de kleinere (vooral lagere) kerk niet pasten. Het instrument heeft in de loop van de jaren diverse wijzigingen ondergaan, maar is in 2006 geheel gerestaureerd en in oude staat teruggebracht. Daarbij is tevens weer een voetbalg aangebracht. |
| 1765      | Katwijk    | Vredeskerk                 |            |                                                               |           | Oorspronkelijk geplaatst in de Doopsgezinde Kerk in Utrecht. Verkocht in 1869 aan de Oude Kerk in Katwijk en daarna verkocht in 1886 aan de Vredeskerk in Katwijk. |
| 1766      | Amersfoort | Lutherse kerk              |            |                                                               |           | In 1873 uitgebreid met een tweede klavier door J.F. Witte (J. Bätz & Co). Met oorspronkelijke windvoorziening en pedaalklavier uit 1766 en vermoedelijk ook met oorspronkelijke registerknoppen. In 2013 is een restauratietraject ingezet. Op 25 november 2016 is de restauratie, uitgevoerd door Flentrop, voltooid. |
| 1768      | Woerden    | Petruskerk                 |            | II/P                                                          | 33        | |
| 1770      | Zierikzee  | Sint-Lievensmonsterkerk    |            |                                                               | 56        | Bestaat niet meer, op 7 oktober 1832 door kerkbrand verloren gegaan= |
| ca. 1780  | Amerongen  | Kasteel Amerongen          |            | I                                                             | 8         | Orgel is in 1780 besteld, maar pas in 1814 geleverd. Uniek is dat dit kabinetorgel nog steeds staat op de plek waar het voor gemaakt is. |
| 1862      | Naarden    | Grote Kerk                 |            |                                                               |           | |